# Тоцька Ніна Іванівна
Ні́на Іва́нівна То́цька  (* 25 червня 1923, с. Озерна, Білоцерківський район, Київська область — † 6 жовтня 2007) — українська мовознавиця-україністка зі спеціалізацією на експериментальній фонетиці. Праця «Голосні фонеми української літературної мови» (1973), підручники української мови для вищих шкіл, статті з української фонетики й синтаксису.

## Життєпис
1930–1940 рр. — навчання у середній школі. Вирісши в родині сільських учителів, вона вирішила обрати собі дорогу свого батька — стати викладачем української мови.
Протягом 1940–1947 років — навчання у Київському державному університеті імені Т. Г. Шевченка на відділенні української мови та літератури філологічного факультету (з перервою через війну). Захист дипломної роботи «Синтаксичні особливості „Літопису Самовидця“».
Серед її вчителів та наставників були академіки Леонід Арсенійович Булаховський, Михайло Якович Калинович, професор Павло Павлович Плющ та ін.
Кандидатська дисертація — «Синтаксичні особливості творів Панаса Мирного» (1953), докторська — «Голосні фонеми української літературної мови (експериментально-фонетичне дослідження)» (1975).
1947–1950 pp. — навчання в аспірантурі Київського державного університету ім. Т. Шевченка. 1950–1954 pp. — викладач, 1953–1956 — старший викладач, 1956–1975 pp. — доцент кафедри української мови Київського державного університету ім. Т. Г. Шевченка. З 1961 року — доцент кафедри української мови Київського університету.
1963 р. — вперше в Україні та всьому CPCP спільно з Київським науково-дослідним інститутом рентгенології, радіології та онкології було здійснено кінорентгенографування артикуляції звуків на матеріалі української мови.
У Київському університеті ім. Т. Шевченка протягом 20 років (1964–1984) була завідувачем Лабораторії експериментальної фонетики, здійснюючи в ній керівництво науковою роботою викладачів-фонетистів трьох факультетів: філологічного, романо-германської філології, підготовчого для іноземних громадян; тривалий час працювала заступником декана з наукової роботи, вченим секретарем Ради із захисту дисертацій. 1973–1978 — член Комісії з фонології та фонетики при Відділенні літератури і мови AH СРСР.
Протягом 1961–1965 років — народний депутат районної Ради депутатів Радянського району м. Києва.
1976 року обрана на посаду професора кафедри української мови Київського
державного університету. 1980 р. — призначення на посаду заступника декана філологічного факультету з наукової роботи Київського державного університету.
1982 р. — голова підсекції з української мови та літератури при Мінвузі УРСР. Протягом 1982–2000 років — член Спеціалізованої ради із захисту докторських дисертацій з методики і педагогіки при Київському педагогічному університеті ім. М. Драгоманова. 1985 р. — член науково-методичної комісії при Мінвузі CPCP (секція рідної мови і літератури народів СРСР).
У 1988–1992 pp. — професор кафедри української мови Вінницького педагогічного інституту, а в 1992 році, коли було відкрито Університет «Києво-Могилянська академія», Ніна Іванівна очолила там кафедру української мови, де була професором кафедри з 1994 року і працювала до виходу на пенсію у 2000 році.
Померла 6 жовтня 2007 року. Похована 8 жовтня на Лісовому кладовищі у Києві.

## Наукові інтереси
У визначенні основних наукових інтересів Ніни Тоцької важливу роль відіграла основоположник Лабораторії експериментальної фонетики Київського державного університету ім. Т. Г. Шевченка доцент Ірина Петрівна Сунцова. Саме завдяки їй Тоцька зосередила свою увагу на фонетиці. Центром наукової діяльності Н. І. Тоцької стали експериментальні дослідження звукової системи української мови, передусім голосних. Зокрема, глибоко дослідила артикуляційну та акустичну природу голосних, уточнила їхню класифікацію, довела наявність редукції голосних української мови, показавши її національну специфіку, особливості ненаголошеного вокалізму, встановила акцентно-ритмічну структуру дво- і багатоскладових українських слів, обґрунтувала на основі експериментально-фонетичних даних дистантну асиміляцію голосних, вивчила природу нескладових голосних, поглибила розуміння поняття милозвучності української мови, працювала над вивченням міжмовних контактів на фонетичному рівні, розробила експериментально-фонетичні прийоми (пряме палатографування, рентгенокінозйомка) тощо.
Результати її досліджень найповніше викладено у докторській дисертації вченої, в однойменній монографії, у розділі «Голосні звуки» п'ятитомного академічного видання «Сучасна українська літературна мова» (том «Фонетика») та в численних наукових статтях. Була автором ряду мовознавчих статей до «Української радянської енциклопедії».
Другий головний напрям діяльності Н. Тоцької — проблеми методики викладання української мови як рідної та як іноземної. Наслідком цієї праці було створення підручників і посібників для філологічних факультетів, для вчителів середньої і початкової школи, для іноземців.
Загалом мовознавець опублікувала близько півтораста праць різного характеру. Була активним учасником всесоюзних, міжнародних, республіканських наукових конференцій, двічі була учасником світового конгресу фонетичних наук (Монреаль і Таллінн).

## Нагороди
- 1982 — нагороджена медаллю «В пам'ять 1500-ліття м. Києва».
- 1984 — отримала нагрудний знак «За відмінні успіхи в роботі».
- 1987 — нагороджено медаллю «Ветеран праці».
- 1994 — нагороджена Дипломом № 1527 за підписом ректора університету В. С. Брюховецького за внесок до Києво-Могилянського Братства на відродження Університету «Києво-Могилянська академія».
- 2000 — Американський Біографічний Інститут визнав Ніну Тоцьку кандидатом для нагородження «Пам'ятною медаллю пошани, відзнака 2000».

- Відзначена найвищою почесною нагородою Могилянки — «Медаллю св. Петра Могили».

## Деякі праці
- Ю. В. Юхневич. Біобібліографічний покажчик праць Н. В. Тоцької. [2], стор. 10-22
  - 1. Опубліковані праці — стор. 10-18
  - 2. Неопубліковані праці — стор. 19
  - Алфавітний покажчик праць — стор. 20-21
  - Іменний покажчик праць — стор. 22
- Внесок професора Ніни Іванівни Тоцької у розвиток експериментальної фонетики на Україні[3] // Лінгур - сайт лінгвістичного гуртка[4]
- Голосні фонеми української літературної мови — К.: Вид-во Київського ун-ту, 1973. — 192 с.
- Голосні фонеми української літературної мови (експериментально-фонетичне дослідження). Дис. на здоб. вчен. ступ. докт. філол. наук. — КДУ, К., 1975. — 418 с., додатки с. 419-422.
- Сучасна українська літературна мова: фонетика, орфоепія, графіка, орфографія[5]. — К.: «Вища школа», 1981. — 184 с.
- Дидактичний матеріал з фонетики. Посібник для вчителя. — К., Радянська школа, 1991. — 144 с.
- Фонетика і фонологія. Орфоепія. Графіка і орфографія // Сучасна українська літературна мова: Підручник для студентів пед. ін-тів. За ред. А. П. Грищенка. — К., Вища школа[6], 1993. — с. 8-74.
- Сучасна українська літературна мова. Фонетика. Орфоепія. Графіка і орфографія. Завдання і вправи. Навч. посібник для студентів філол. фак. — К., Вища школа, 1995. — 150 с.: іл.
- Фонетика і фонологія. Орфоепія. Графіка і орфографія // Сучасна українська літературна мова: Підручник для студентів філол. спец. За ред. А. П. Грищенка. — 2-ге видання, перероблене і доповнене. К., Вища школа, 1997. — с. 11-97.
- Вокалізація приголосних у висвітленні П. Г. Житецького // Українське мовознавство: міжвідомчий науковий збірник (Національний університет імені Тараса Шевченка)[7]. Вип. 21. К., Київський університет[8], 1997. — с. 100-108.